# Ada Valeria Fabj Ramous
Ada Valeria Fabj, coniugata Ramous (Bologna, 22 agosto 1927), è una politica italiana.

## Biografia
Legale specializzata in diritto di famiglia, nell'ottobre del 1951 sposò l'intellettuale Mario Ramous ed ebbe con lui un figlio di nome Michele.
Alle elezioni politiche del 1979 fu candidata alla Camera dei deputati nella circoscrizione Bologna-Ferrara-Ravenna-Forlì per il Partito Socialista Italiano, non risultò eletta.
Nella tornata elettorale del 1992 si candidò invece al Senato, questa volta nelle liste del Partito Democratico della Sinistra. Non raggiunse soglia del quorum per l'elezione diretta, fissata al 65%, ma risultò eletta senatrice col sistema proporzionale. Nel corso della sua permanenza al Senato fu assegnata alla commissione Giustizia e fu inoltre componente della giunta delle elezioni e delle immunità parlamentari, nonché del comitato parlamentare per i procedimenti di accusa. Non fu candidata alle successive elezioni del 1994, tornando a dedicarsi a tempo pieno all'attività di avvocato.
Impegnata nella causa femminista, nel 1995 fu tra le fondatrici della sezione UDI di Bologna. 
Nel 2016 fu una dei giuristi che si appellarono pubblicamente alla Presidenza della Camera dei deputati in favore della c.d. adozione del figlio del partner per i figli delle coppie unite civilmente.